# Sông Gandaki
Sông Gandaki (tên khác là Narayani ở Nam Nepal và Gandak ở Ấn Độ) là một trong các con sông chính ở Nepal và là một nhánh tả ngạn sông Hằng ở Ấn Độ. Tại Nepal sông này nổi bật với các hẻm núi sâu của nó thông qua dãy núi Himalaya và tiềm năng thủy điện khổng lồ. Nó có một lưu vực tổng cộng 46.300 kilômét vuông (17.900 dặm vuông Anh), hầu hết nằm trong Nepal. Các lưu vực cũng chứa 3 trong số 14 ngọn núi cao trên  8.000 mét (26.000 ft), Dhaulagiri, Manaslu and Annapurna I. Dhaulagiri là điểm cao nhất của lưu vực Gandaki. Nó nằm giữa các hệ thống tương tự: Kosi ở phía đông và hệ thống Karnali (Ghaghara) về phía tây.